# (17046) Kenway
(17046) Kenway est un astéroïde de la ceinture principale.

## Description
(17046) Kenway est un astéroïde de la ceinture principale. Il fut découvert le 19 mars 1999 à Socorro (Nouveau-Mexique) par le projet LINEAR. Il présente une orbite caractérisée par un demi-grand axe de 3,15 UA, une excentricité de 0,17 et une inclinaison de 0,5° par rapport à l'écliptique.

## Compléments